# Маргаритка
Маргаритката (Leucanthemum vulgare) е тревисто растение, което принадлежи към семейство Сложноцветни. Цъфти от май до август. По периферията на цвета листчетата са червени, розови или най-често бели. Като лечебно растение, употребата на билката датира от хиляди години. Листата и цветовете и са годни за консумация, въпреки че вкусът им е леко горчив. Растението се използва още в кулинарията и за декорация.